# Fred Saberhagen
Fred Saberhagen, född 18 maj 1930 i Chicago, död 29 juni 2007, var en amerikansk science fiction- och fantasy-författare.
Saberhagen skrev ett sextiotal böcker. Han blev känd för Berserker, en serie berättelser som handlar om robotar som är programmerade till att förstöra allt organiskt liv. Serien omfattar 18 titlar som skrevs under en period på nästan fyrtio år. Berserker-serien influerade bland annat ett avsnitt av tv-serien Star Trek, filmen Terminator och många romaner och noveller. Saberhagen skrev även Svärd-serien (Gudarnas svärd, Tempelguldet och Det stora kriget på svenska) och en romanserie om Greve Dracula.